# Riccardo Scarafoni
Riccardo Scarafoni (Roma, 11 agosto 1974) è un doppiatore italiano.

## Biografia
Attore teatrale, ha prestato la voce a Kevin McKidd nel ruolo del dottor Owen Hunt nel doppiaggio italiano della serie televisiva Grey's Anatomy, al protagonista della serie d'animazione Mazinga Z, dopo Claudio Sorrentino, che ne aveva interpretato un primo blocco di episodi, ha inoltre doppiato Damian Lewis nel ruolo del sergente Nicholas Brody in Homeland - Caccia alla spia, Jim Parrack in True Blood, e al cinema Toby Kebbell in Prince of Persia - Le sabbie del tempo, Tom Hardy in Bronson e Peter Dinklage in X-Men - Giorni di un futuro passato. È inoltre voce italiana di diversi personaggi minori nella serie tv NCIS: Los Angeles e del protagonista Lucifer interpretato da Tom Ellis nell'omonima serie televisiva.

## Doppiaggio

### Cinema
- Pedro Pascal in The Great Wall, Triple Frontier, Drive-Away Dolls, Il gladiatore II
- Jason Clarke in Le paludi della morte, Sotto assedio - White House Down, Mudbound
- James Badge Dale in Iron Man 3, The Walk
- Peter Dinklage in X-Men - Giorni di un futuro passato, I Care a Lot
- Christian Bale in Thor: Love and Thunder, Amsterdam
- T.I. in Duri si diventa, Monster Hunter
- Matthew Del Negro in Fuga in tacchi a spillo
- Neil Maskell in King Arthur - Il potere della spada
- Jake Fairbrother in Stratton - Forze speciali
- Randall Park in Aquaman, Aquaman e il regno perduto
- Corey Hawkins in Demeter - Il risveglio di Dracula, The Piano Lesson
- Daniel Wu in Tomb Raider, Colpi d'amore
- Walton Goggins in Ant-Man and the Wasp
- Kelvin Harrison Jr. in Elvis
- Toby Kebbell in Prince of Persia - Le sabbie del tempo
- Jason Segel in A casa con Jeff
- Adrian Lester in Case 39
- Dave Annable in (S)Ex List
- Lee Pace in Lincoln
- Jeremy Piven in La concessionaria più pazza d'America
- John Leguizamo in Vanishing on 7th Street
- John Gatins in Real Steel
- Steve Mouzakis in Nel paese delle creature selvagge
- Rory Cochrane in Argo
- Marc Wootton in Nativity! - La recita di Natale
- William Gregory Lee in Bitch Slap - Le superdotate
- Darren Shahlavi in Born to Raise Hell
- Satya Bhabha in Scott Pilgrim vs. the World
- Julio Cedillo in L'occhio del ciclone - In the Electric Mist
- Peter Mensah in L'incredibile Hulk
- Martin Starr in Molto incinta
- Tom Hardy in Bronson
- Simon Quarterman in L'altra faccia del diavolo
- Martin Compston in Sister
- Michael Raymond-James in Jack Reacher - La prova decisiva
- André Holland in 42 - La vera storia di una leggenda americana
- Joseph Gilgun in Pride
- Wyatt Russell in Cold in July - Freddo a luglio
- Dean Cain in God's Not Dead
- Enrique Murciano in Bright
- Jeffrey Donovan in Soldado
- Kevin Guthrie in Animali fantastici - I crimini di Grindelwald
- Ismael Cruz Córdova in Maria regina di Scozia
- Jan Kühne in Sarah & Saleem - Là dove nulla è possibile
- Babacar Sylla in Atlantique
- Marco Delgado in Aguasaltas.com - Un villaggio nella Rete
- Ka Tung Lam in Ip Man
- Jung Woo-sung in La congiura della Pietra Nera
- Desmin Borges in I pinguini di Mr. Popper
- Mike Tyson in Mike Tyson - Tutta la verità
- Scoot McNairy in Non-Stop
- Coburn Goss in L'uomo d'acciaio
- Mehcad Brooks in La verità di Grace
- Jay Duplass in Horse Girl
- Niall Greig Fulton in The Turning - La casa del male
- Édgar Vittorino in Sotto lo zero
- Leslie Odom Jr. in Music
- Dulé Hill in Locked Down
- Ali Atay in Ayla - La figlia senza nome
- Wojciech Zielinski in Stanotte stiamo insieme
- Joshua Mikel in Hanno clonato Tyrone
- Michael Angelo Covino in Notizie dal mondo
- Ibrahim Salah in Omicidio al Cairo
- Raúl Arévalo in L'avvertimento
- Issey Takahashi in Rurouni Kenshin: The Beginning
- Tommy Schultz in Killers of the Flower Moon
- Kevin Carroll in Road House
- Juan Sebastián Calero in Pimpinero - Morte e contrabbando
- Matuse in The Fall Guy
- Piotr Rogucki in Uccidimi, tesoro!
- Pablo Rago in Goyo
- Jim Rash in Fly Me to the Moon - Le due facce della Luna
- Agra Piliang in The Shadow Strays
- Jalil Lespert in GTMAX
- Craig Tate in I ragazzi della Nickel
- Hylke Van Sprundel in IHostage
- Bart Guingona in Sosyal Climbers
- Anthony Carrigan in Superman
- Ebon Moss-Bachrach ne I Fantastici Quattro - Gli inizi

### Film d'animazione
- Karen Crawly in Sing e Sing 2 - Sempre più forte
- Sguincio ne L'era glaciale 4 - Continenti alla deriva
- Il maestro Paul ne La mia vita da Zucchina
- barcaiolo in Loving Vincent
- Elias in The House[1]
- Sweet Pete in Cip & Ciop agenti speciali
- "Big" Jack Horner ne Il gatto con gli stivali 2 - L'ultimo desiderio
- Ricardo in Luce - Accendi il tuo coraggio
- Hjalmar in Titina
- Dr. Victor Fries/Mr. Freeze in Un piccolo Batman per un grande Bat-Natale
- Bull in Fixed - Un'ultima avventura

### Serie televisive
- Sam Jaeger in Parenthood, Il diavolo in Ohio
- Brian J. White in Chicago Fire, Chicago P.D.
- Anthony Carrigan in The Flash, Gotham
- Ebon Moss-Bachrach in Damages, Believe
- Jason O'Mara in L'uomo nell'alto castello
- Daniel Wu in Into the Badlands
- Pablo Schreiber in Orange Is the New Black
- Tom Hardy in Peaky Blinders
- Tom Ellis in Lucifer
- Manuel Garcia-Rulfo in Avvocato di difesa - The Lincoln Lawyer
- Miguel Ángel Silvestre in Sky Rojo
- Pedro Pascal in Narcos
- Michael Mando in Better Call Saul
- Damian Lewis in Homeland - Caccia alla spia
- Kevin McKidd in Grey's Anatomy
- T.I. in Boss
- James Badge Dale in Rubicon
- Jim Parrack in True Blood
- Bokeem Woodbine in Saving Grace
- Sergio Peris-Mencheta in Snowfall
- Aaron Staton in Mad Men
- Michaël Erpelding in Tribes of Europa
- Aziz Ansari in Parks and Recreation, Master of None
- Shane McRae in Silo
- Damon Wayans Jr. in Happy Endings
- Tyler Hines in Valemont
- David Weidoff in Roommates
- Kevin Jubinville in Degrassi: The Next Generation
- Tahmoh Penikett in Supernatural
- Daniel Frederiksen in Stingers
- Desmin Borges in Living with Yourself
- Philip Wright in Prime Suspect
- Tristan Sturrock in Doc Martin
- David James in Rapimento & riscatto
- Markus Brandl in Il nostro amico Charly
- Quim Gutiérrez in Genesis
- François Vincentelli in Mystère
- Édouard Montoute in Una ricetta per due
- Olivier Chantreau in Summer Dreams
- Frederik Meldal Nørgaard in Loro uccidono
- Danny Masterson in The Ranch
- Duane Henry in NCIS - Unità anticrimine
- William Jackson Harper in The Good Place
- Jonas Berami in Il Segreto
- Osman Işık in DayDreamer - Le ali del sogno
- Kevin Rankin in The Umbrella Academy
- Simon Quarterman in Westworld
- Kevin Hanchard in Orphan Black
- Stephen Dorff in Deputy
- Rick Hall (1ª voce) in K.C. Agente Segreto
- Zach McGowan in The Walking Dead
- Nathaniel Arcand in FBI: Most Wanted
- Sebastian Sozzi e Michael Abbott Jr. in Fear the Walking Dead
- Favio Posca in Intrecci del passato
- Omid Abtahi in NCIS: Los Angeles
- Douggie McMeekin in The Decameron
- Evan Jonigkeit in Archive 81 - Universi alternativi
- Gary Carr in The Deuce - La via del porno
- Raúl Tejón in Machos Alpha
- Noah Mills in NCIS: Hawai'i
- Gabriel Luna in FUBAR
- Alexander England in Ascolta i fiori dimenticati
- Lee Sung-min in A Bloody Lucky Day
- Nathaniel Arcand in Avatar - La leggenda di Aang
- Florian David Fitz in Das Signal - Segreti dallo spazio
- Aldis Hodge in Alex Cross
- Berto Colon in The Night Agent
- Mathew Baynton in Come uccidono le brave ragazze
- Helber Eddward in Cent'anni di solitudine
- Nick Frost in Star Wars: Skeleton Crew
- Don Gilet in Delitti in Paradiso
- Jim Parrack in 9-1-1: Lone Star
- Ariel Staltari in L'Eternauta
- Darius Jordan Lee in Will Trent
- Antonio Pagudo in Suspicious Minds

### Serie animate
- Steve Williams in Brickleberry
- Cecil Stedman in Invincible
- Iron Man/Tony Stark (2ª voce) in Avengers - I più potenti eroi della Terra
- Skaar in Hulk e gli agenti S.M.A.S.H.
- Gorm in Vicky il vichingo
- Rynoh in Redakai: Alla conquista di Kairu
- Paddy in Squitto lo scoiattolo
- Hatch in Hot Wheels Battle Force 5
- Pendergast in Disincanto[2]
- Leslie Noodman in Sanjay and Craig
- Padre di Sumo (2ª voce) in Clarence
- Pisolo ne i 7N
- Koji Kabuto/Ryo Kabuto (2ª voce) in Mazinga Z
- Quinlan Vos in Star Wars: The Clone Wars
- Plagg in Miraculous - Le storie di Ladybug e Chat Noir
- Madara Uchiha e Tobi (2ª voce) in Naruto Shippuden (ep. 321-348)
- Signore Gore in Vampirina
- Fallon in Sirius the Jaeger
- Avogatto in Final Space
- Atomic Samurai in One-Punch Man
- Seraphim in Blood of Zeus
- Tatsu ne La via del grembiule – lo yakuza casalingo
- Yasuke in Yasuke
- The Invoker in Dota: Dragon's Blood
- Mr Nimbus in Rick and Morty
- Mr Boonchuy in Anfibia
- Matthew Patel in Scott Pilgrim - La serie
- Dottor Hoffman in Pluto
- Baek Yoonho in Solo Leveling
- Suetonius in Lego Ninjago: La rivolta dei draghi
- Melon in Beastars

### Videogiochi
- Darwin in G-Force - Superspie in missione[3]
- Ian Solo giovane in Disney Infinity 3.0 (2015)[4]